# Jérémy Lauzon
Jérémy Lauzon (* 28. April 1997 in Val-d’Or, Québec) ist ein kanadischer Eishockeyspieler, der seit Juni 2025 bei den Vegas Golden Knights aus der National Hockey League (NHL) unter Vertrag steht. Zuvor war der Verteidiger in der NHL bereits für die Boston Bruins, Seattle Kraken und Nashville Predators aktiv.

## Karriere
Jérémy Lauzon wurde in Val-d’Or geboren und spielte mit Beginn der Saison 2013/14 für die Huskies de Rouyn-Noranda in der Ligue de hockey junior majeur du Québec (LHJMQ), der höchsten Juniorenliga seiner Heimatprovinz Québec. Bei den Huskies etablierte er sich schnell als vergleichsweise eher defensiv orientierter Verteidiger und wurde im NHL Entry Draft 2015 an 52. Position von den Boston Bruins berücksichtigt. Vorerst kehrte er jedoch für zwei Jahre in die LHJMQ zurück, wo er seine persönliche Statistik in der Saison 2015/16 mit 50 Scorerpunkten aus 46 Partien auf einen Punkteschnitt von über 1,0 pro Spiel steigerte. Mit den Huskies gewann er in diesem Jahr die LHJMQ-Playoffs um die Coupe du Président und unterlag im anschließenden Memorial Cup 2016 erst im Endspiel den London Knights mit 2:3. Darüber hinaus berücksichtigte man den Kanadier im LHJMQ Second All-Star Team, bevor er zur Spielzeit 2016/17 das Amt des Mannschaftskapitäns bei den Huskies übernahm.
Nachdem Lauzon bereits im November 2015 einen Einstiegsvertrag bei den Boston Bruins unterzeichnet hatte, lief er mit Beginn der Spielzeit 2017/18 für deren Farmteam, die Providence Bruins, in der American Hockey League (AHL) auf. Im Oktober 2018 debütierte er in der National Hockey League (NHL), kam jedoch zwei weitere Jahre überwiegend in der AHL zum Einsatz, bevor er sich auch im NHL-Aufgebots Bostons zur Saison 2020/21 einen Stammplatz erspielte. Im anschließenden NHL Expansion Draft 2021 wurde der Abwehrspieler jedoch von den Seattle Kraken verpflichtet und kam auch dort bis zum März 2022 regelmäßig zum Einsatz, ehe er im Tausch für ein Zweitrunden-Wahlrecht im NHL Entry Draft 2022 an die Nashville Predators abgegeben wurde.
Nach über drei Jahren in Nashville transferierten ihn die Predators im Juni 2025 samt Colton Sissons, bei dem sie weiterhin die Hälfte des Gehalts übernahmen, zu den Vegas Golden Knights. Im Gegenzug erhielt man Nicolas Hague sowie ein konditionales Drittrunden-Wahlrecht im NHL Entry Draft 2027. Aus dem Wahlrecht wird eines für die zweite Runde des gleichen Drafts, falls Vegas in den Playoffs 2026 mindestens das Conference-Finale erreicht.

### International
Auf internationaler Ebene debütierte Lauzon bei der U20-Weltmeisterschaft 2017 und gewann dort mit der U20-Nationalmannschaft seines Heimatlandes die Silbermedaille.

## Erfolge und Auszeichnungen
- 2016 Coupe-du-Président-Gewinn mit den Huskies de Rouyn-Noranda
- 2016 LHJMQ Second All-Star Team
- 2017 Silbermedaille bei der U20-Weltmeisterschaft

## Karrierestatistik
Stand: Ende der Saison 2024/25

### International
Vertrat Kanada bei:
- U20-Weltmeisterschaft 2017

(Legende zur Spielerstatistik: Sp oder GP = absolvierte Spiele; T oder G = erzielte Tore; V oder A = erzielte Assists; Pkt oder Pts = erzielte Scorerpunkte; SM oder PIM = erhaltene Strafminuten; +/− = Plus/Minus-Bilanz; PP = erzielte Überzahltore; SH = erzielte Unterzahltore; GW = erzielte Siegtore; 1 Play-downs/Relegation; Kursiv: Statistik nicht vollständig)

## Familie
Sein Bruder Zachary Lauzon (* 1998) wurde im NHL Entry Draft 2017 an 51. Position von den Pittsburgh Penguins ausgewählt, musste seine aktive Karriere jedoch bereits 2019 aufgrund mehrerer Gehirnerschütterungen beenden (postkommotionelles Syndrom).